# Aussichtsturm Großer Feldberg

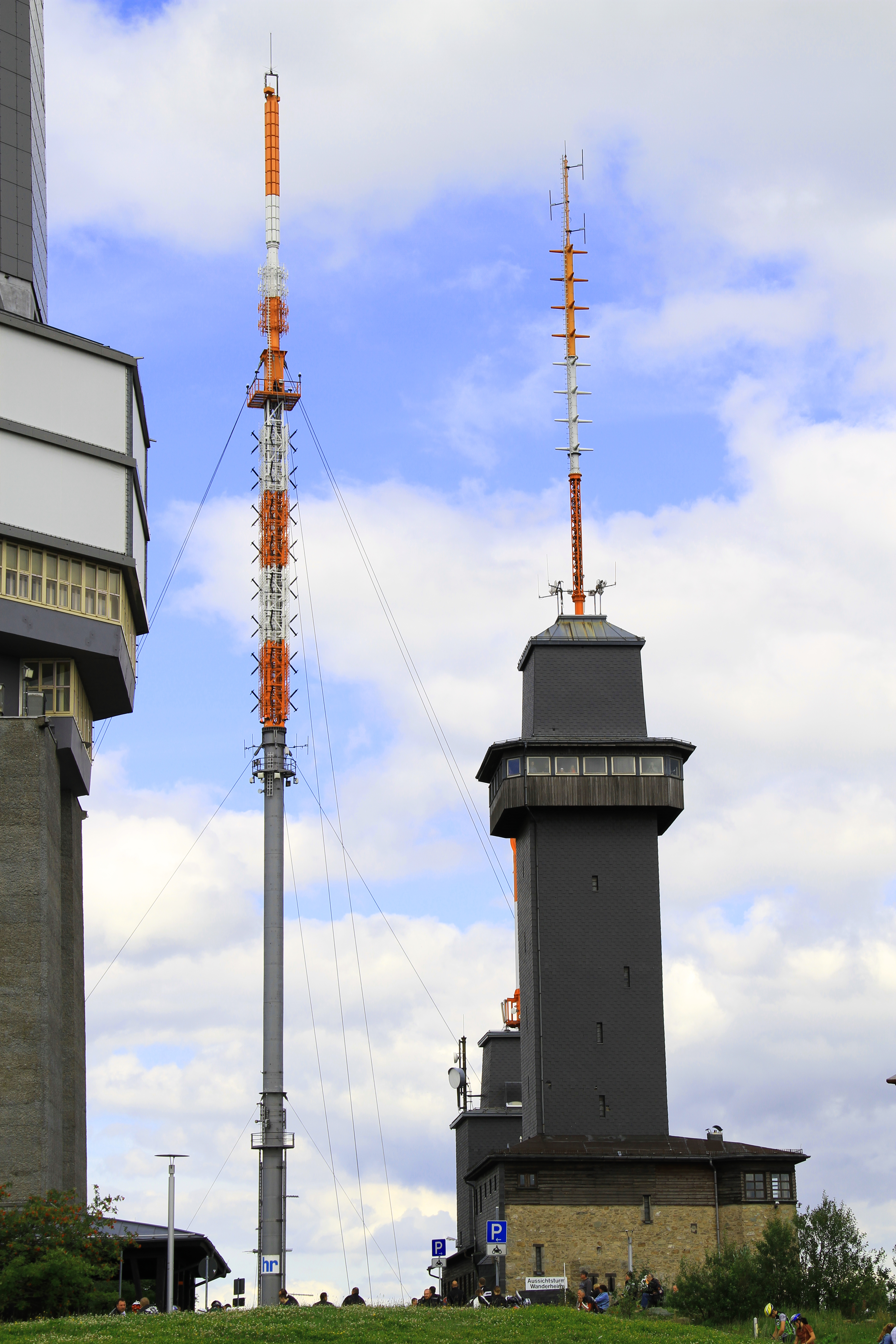
Aussichtsturm (rechts) auf dem Großen Feldberg

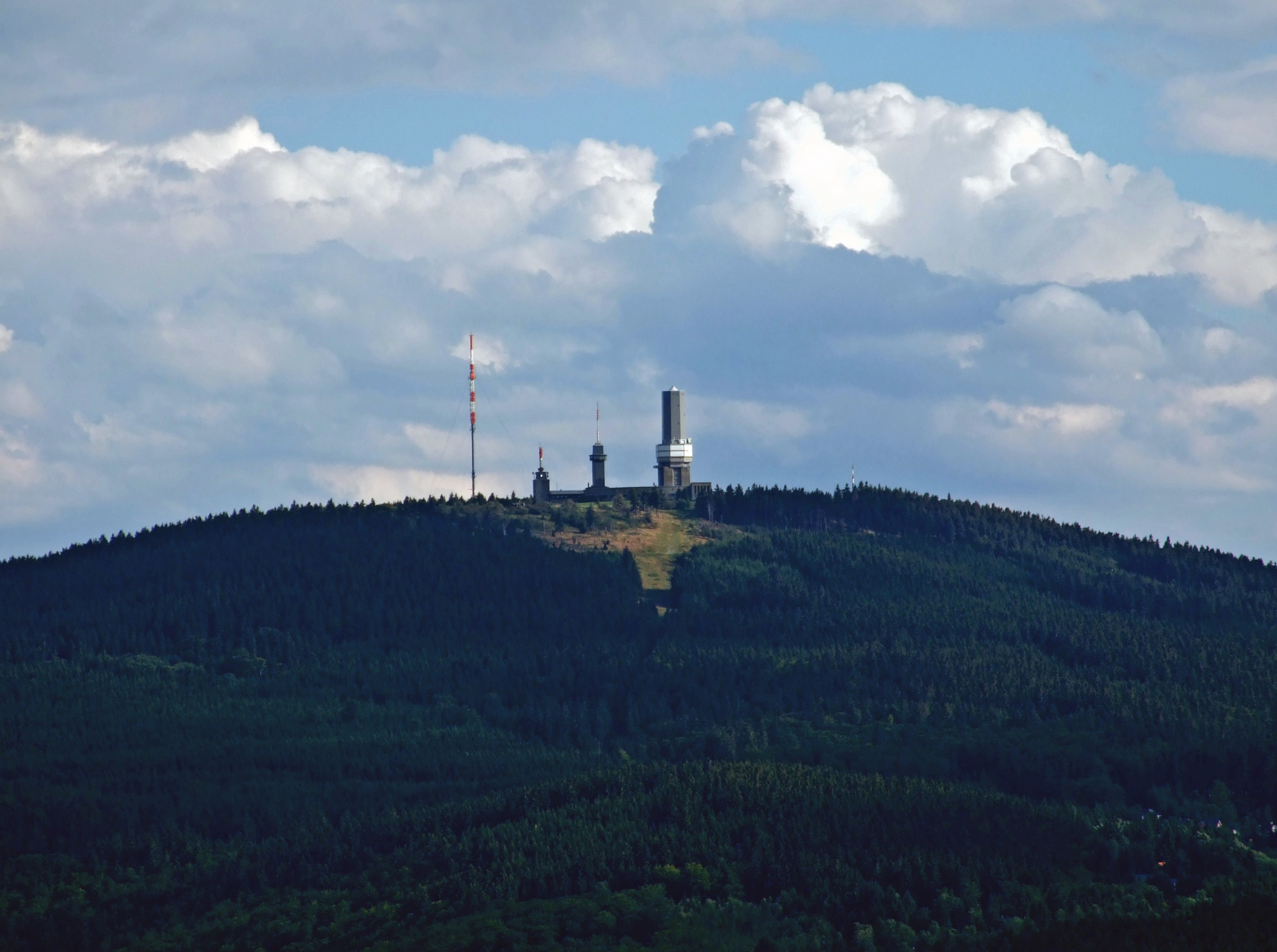
Blick vom Östlichen Hintertaunus zum Großen Feldberg u. a. mit dem Aussichtsturm (3. v. l.)

Der Aussichtsturm Großer Feldberg ist ein 40 m hoher Aussichtsturm auf dem Großen Feldberg im Taunus (Hochtaunus). Er steht nahe Ober- bzw. Niederreifenberg im Gemeindegebiet von Schmitten im Taunus im hessischen Hochtaunuskreis. Umgeben ist er von drei teils deutlich höheren Masten der Sendeanlagen auf dem Großen Feldberg.

## Geographische Lage und Erreichbarkeit
Der Aussichtsturm steht auf dem waldfreien Plateau des Großen Feldberg (879 m ü. NHN), dem höchsten Berg im Taunus und im Feldberg-Taunuskamm. Er befindet sich 4,3 km südsüdöstlich des Kernorts von Schmitten, 2,5 km ostsüdöstlich von Niederreifenberg und 2,5 km südöstlich von Oberreifenberg, zwei Ortsteilen von Schmitten, sowie 5,4 km nördlich des Kernorts von Königstein im Taunus.
Der Turm ist von den Gebirgspässen Rotes Kreuz (688 m) und Sandplacken (669 m) kommend über die kurvenreiche Landesstraße 3024, die am Bergplateau vorbeiführt, erreichbar. Nahe dem Turmfuß hat die Buslinie 57 eine Haltestelle.

## Beschreibung
Der Aussichtsturm kann gegen Eintritt betreten werden. Er hat ein innenliegendes Treppenhaus, welches auf eine hinter Fenstern befindliche Aussichtsplattform führt. Sein Erscheinungsbild trägt zur markanten Bergsilhouette bei. Im Turmfuß befindet sich seit der Turmeinweihung ein Jugend- und Wanderheim des Taunusklubs, das neben Aufenthalts- und Seminarräumen sowie Übernachtungsmöglichkeiten auch einen Kiosk bietet.

## Geschichte

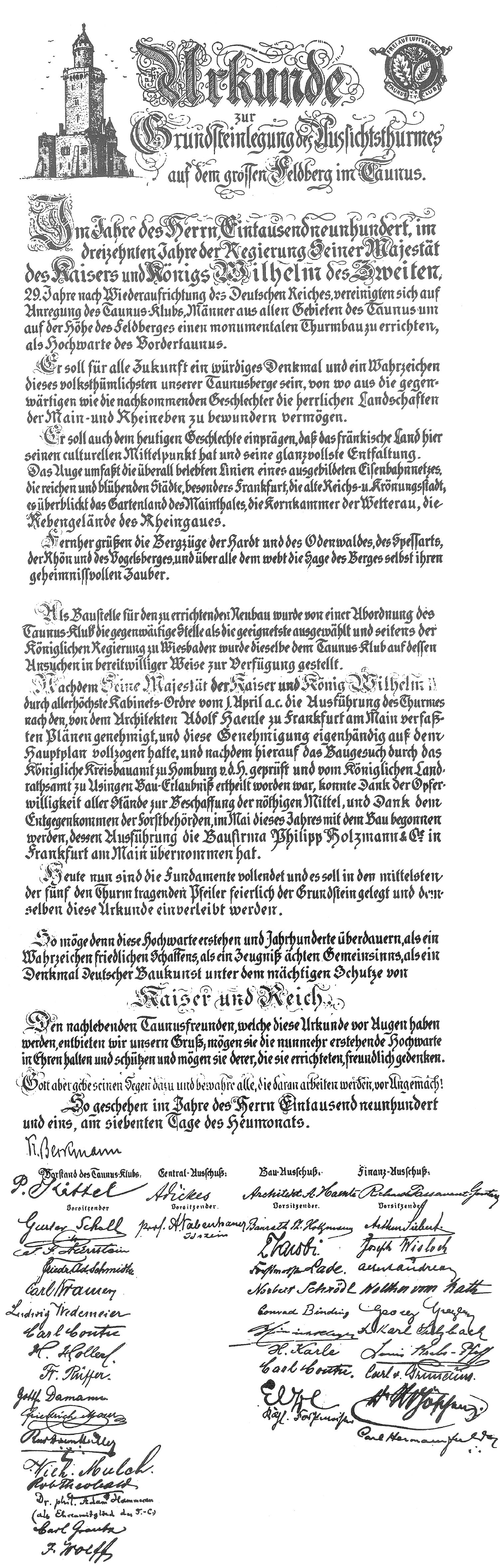
Urkunde zur Grundsteinlegung

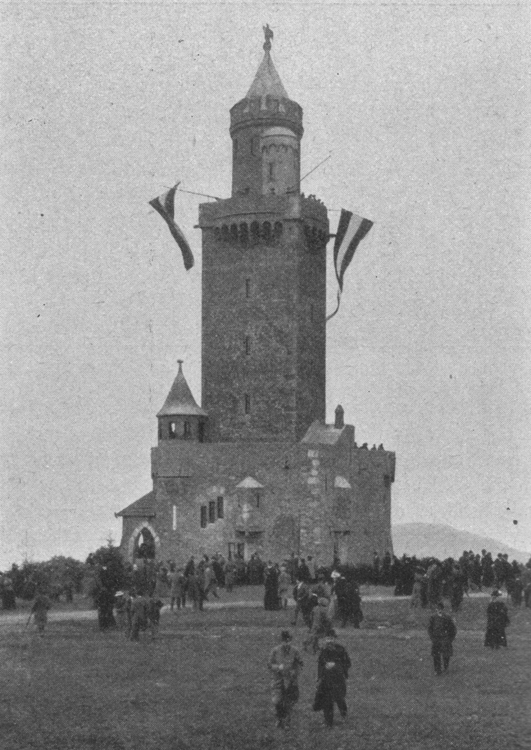
Der Aussichtsturm kurz nach seiner Eröffnung im Jahr 1902

### Chronologie
Im 19. Jahrhundert entwickelte sich der Große Feldberg vor allem für die Frankfurter Bevölkerung zum beliebten Ausflugsziel. Friedrich August Ravenstein (auch „Frankfurter Turnvater“ genannt) gründete die Kommission für die Erbauung eines Hauses auf dem Feldberg, die das Ziel verfolgte, ein Jugend- und Wanderheim sowie einen Aussichtsturm für Ausflügler bzw. Wanderer errichten zu lassen. Im Jahr 1868 gründete sich im Feldberghaus unter dem Namen Bund der Feldbergläufer einer der ersten deutschen Wandervereine, der heutige Taunusklub. In Deutschland institutionalisierte sich zu dieser Zeit die Wanderbewegung.
Die Grundsteinlegung für den Turm erfolgte in Anwesenheit von Kaiser Wilhelm II. am 7. Juli 1901 und die Einweihung am 12. Oktober 1902. Die originale Urkunde zur Grundsteinlegung auf Karton wird im Kreisarchiv in Bad Homburg vor der Höhe aufbewahrt. Die Baukosten in Höhe von 100.000 Mark wurden durch Spenden aufgebracht. Ursprünglich trug der Turm auf seinem Dach einen fast drei Meter hohen Reichsadler. In den 1930er Jahren ersetzte man den Adler durch eine leuchtturmartige Befeuerung, die Flugzeugen als Orientierungshilfe diente.
Am 2. Dezember 1943 rammte in dichtem Nebel ein deutsches Militärflugzeug auf dem Weg von Erfurt nach Frankfurt am Main den Feldbergturm. Der austretende Kraftstoff entzündete dabei die Holzverkleidung des Turms, der vollständig ausbrannte. Bei diesem Unfall verloren elf Menschen ihr Leben. An das Unglück erinnert die Grabplatte von Sofie Müller, die seit 2017 am Turm angebracht ist. Sofie Müller, die Ehefrau des damaligen Turmwärters, war eines der elf Todesopfer und wurde in einem Ehrengrab auf dem alten Friedhof in Niederreifenberg beerdigt. Nach der Auflösung der letzten Gräber 2017 wurde ihre Grabplatte an ihrem Sterbeort angebracht.
Im Jahr 1949 wurde der Aussichtsturm – mit auf seiner Spitze befindlichem Antennenträger für die UKW-Frequenz des Hessischen Rundfunks – wieder errichtet. Damit wurde er ein Teil der Sendeanlagen auf dem Großen Feldberg. Der Antennenträger ist heute eine Reserveanlage.

## Aussichtsmöglichkeiten

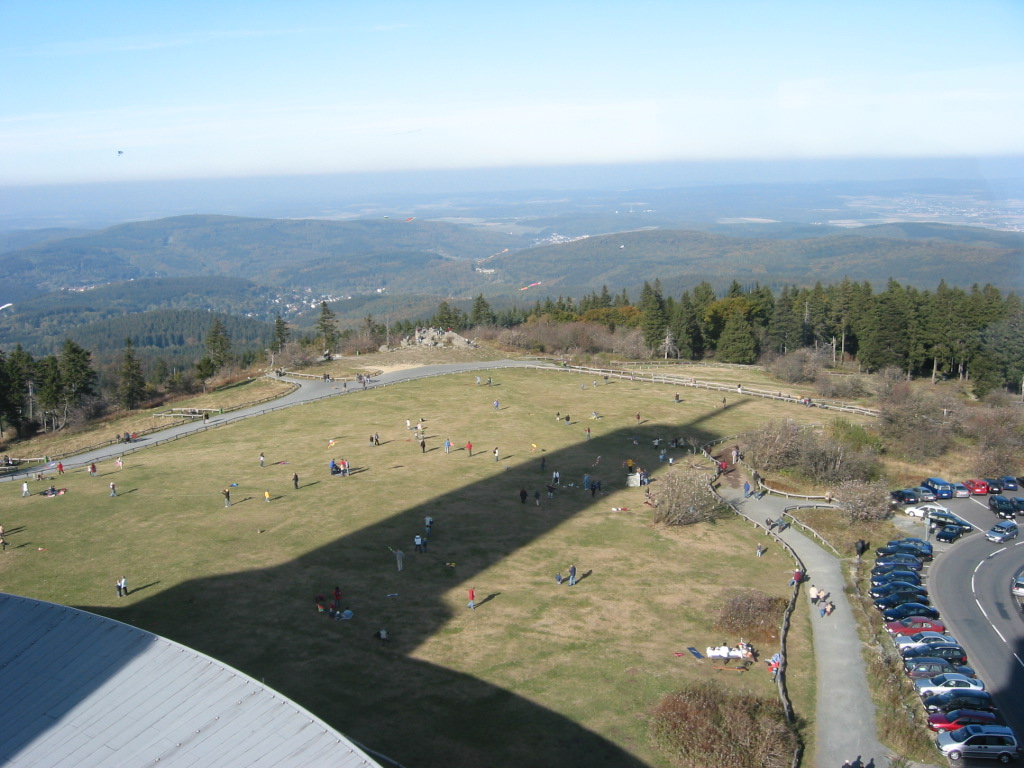
Gipfelplateau mit Brunhildisfelsen (mittig) und Hintertaunus (hinten)

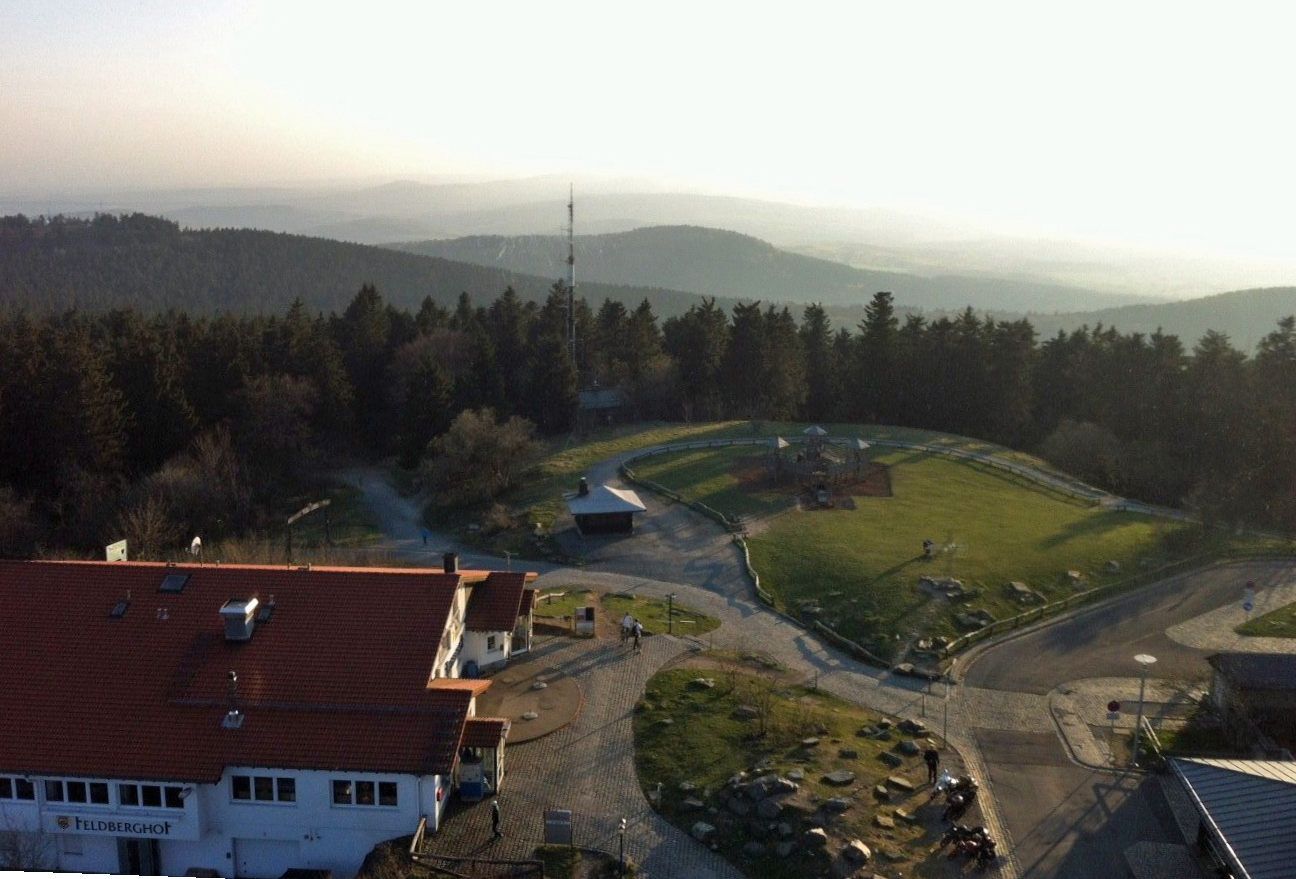
Blick vom Aussichtsturm auf das Gipfelplateau mit Gipfelkreuz; im Hintergrund der Kleine Feldberg (links) und der Taunushauptkamm (2015)

Von der Aussichtsplattform erstreckt sich die Fernsicht bei guten Sichtbedingungen über den ganzen Taunus mit dem Taunushauptkamm, den Hintertaunus und Vordertaunus.
Bei sehr guter Fernsicht ist nach Süden und Südwesten, über die Skyline Frankfurts und das Rhein-Main-Gebiet, der Odenwald und Spessart zu sehen. Außerdem kann man dann das Nordpfälzer Bergland mit dem Donnersberg, Pfälzerwald und die nördlichen Vogesen erkennen. Im Norden reicht der Blick zum Westerwald und im Osten zum Vogelsberg. Westlich sieht man den Hunsrück mit dem Soonwald, weiter nordwestlich die Eifel. Bei exzellenter Fernsicht ist weiter östlich die Rhön zu erkennen.